# Seko (Sprache)
Seko ist eine auf Sulawesi gesprochene Sprache. Sie gehört zu den austronesischen Sprachen.
Die beiden wichtigsten Varietäten sind Seko Padang (Sua Tu Padang) und Seko Tengah.